# Johann Maresch
Johann Maresch (11. července 1821 – ? 1914) byl rakouský a český podnikatel a politik německé národnosti z Ústí nad Labem, v 2. polovině 19. století poslanec Českého zemského sněmu.

## Biografie
Okolo roku 1841 se spojil s obchodním partnerem Adolfem Baehrem, který předtím vlastnil továrnu v saské Pirně na keramické zboží a zahradní trpaslíky. Poté, co Adolf Baehr zemřel roku 1849 na tuberkulózu, oženil se Johann Maresch s jeho dcerou. Měli spolu deset dětí. Jeho továrna na siderolitovou keramiku (oficiální název Johann Maresch Thon- und Stein- gutwaren fabric in Aussig nebo Johann Maresch Siderolith und Terracotta Fabrik) byla umístěna v Ústí nad Labem, na rohu ulic Teplitzerstrasse a Johannesstrasse. Zboží zde vyráběné bylo označováno značkou B a M, okolo roku 1863 přešel podnik na značku JM. Podnik měl rozsáhlou výrobu a vyvážel své zboží. Keramický trpaslík vyráběný v Mareschově podniku cca od počátku 80. let 19. století se stal jedním ze symbolů Ústí nad Labem. Originální kusy z produkce tohoto závodu patří mezi drahé sběratelské položky. Firmu později v roce 1890 převzal syn Ferdinand Maresch.
Angažoval se i veřejně, a to již během revolučního roku 1848. Byl německého, liberálního zaměření. Podílel se na vzniku listu Aussiger Anzeiger a byl členem okresního zastupitelstva. V 60. letech 19. století se zapojil do zemské politiky. V zemských volbách v březnu 1867 byl zvolen na Český zemský sněm za kurii venkovských obcí (obvod Děčín – Benešov – Česká Kamenice). Do sněmu se pak vrátil znovu až ve volbách roku 1878, nyní za velkostatkářskou kurii (nesvěřenecké velkostatky). Byl členem takzvané Ústavní strany (liberálně a centralisticky orientovaná, odmítající federalistické aspirace neněmeckých etnik), respektive její šlechtické odnože, Strany ústavověrného velkostatku.